# 武藤清
武藤 清（むとう きよし、1903年1月29日 - 1989年3月12日）は、日本の建築家・建築構造学者・構造家。千葉工業大学工学部建築学科の創設者。元鹿島建設副社長。兄は医学者の武藤完雄。
日本建築学会会長、国際地震工学会初代会長、日本コンクリート会議初代会長などを歴任し、また自身で武藤構造力学研究所を開く。

## 略歴
茨城県北相馬郡井野村大字青柳（現在の取手市青柳）出身。龍ヶ崎中学校（現在の茨城県立竜ヶ崎第一高等学校）から第二高等学校を経て東京帝国大学工学部建築学科に進学。1925年（大正14年）卒業後、母校に残り佐野利器の元で建築構造の研究に打ち込む。
関東大震災の直後から構造振動解析の研究に着手し、耐震構造学の研究を進めた。柔構造を主張する真島健三郎の説を批判し、剛構造を主張した。1931年（昭和6年）にできた臨時帝室博物館造営課の嘱託をつとめた。
1935年（昭和10年）、東京帝国大学教授に就任。太平洋戦争末期には松代大本営の造営に関与した。
1963年、東京大学退官後、日本初の超高層ビルになる霞が関ビルの計画が具体化されると鹿島建設に招かれて副社長に就任。設計・建設を指揮した。超高層ビルの設計にあたって地震エネルギーを吸収する柔構造の理論を確立し、柔構造による超高層建築が可能であることを明らかにした（五重の塔の耐震性の高さから、高層建築の耐震構造には柔構造が適しているという結論に至った）。
また1962年の千葉工業大学建築学科創設に携わり、鹿島副社長を行う傍ら同大の講師を務めた。1969年、武藤構造力学研究所所長。1975年、日本学士院会員。主な著作に『耐震設計シリーズ』（全5巻）、『超高層建築へのアプローチ』など。

## 受賞歴
- 1964年 - 日本学士院恩賜賞
- 1970年 - 日本建築学会賞
- 1979年 - 文化功労者
- 1983年 - 文化勲章

## 著作
- 構造力学（高等建築学第5巻、共著、1934）
- 耐震設計シリーズ（全5巻、1963-1967、丸善）
- 超高層建築へのアプローチ（1966、鹿島研究所出版会）

## 文献
- National Academy of Engineering (1993). “Dr. Kiyoshi Muto”. Memorial Tributes. 6. Washington, DC　: The National Academies Press 2014年8月22日閲覧。
- Aoyama, Hiroyuki (1/2005). “Dr Kiyoshi Muto (1903–1989)”.   Structural Engineering International. 2010年7月6日時点のオリジナルよりアーカイブ。2014年8月22日閲覧。